# Nathanael Pringsheim
Pour les articles homonymes, voir Pringsheim.
Nathanael Pringsheim (ou Nathaniel Pringsheim) est un botaniste prussien, né le 30 novembre 1823 à Landsberg-en-Haute-Silésie, arrondissement de Rosenberg-en-Haute-Silésie en province de Silésie et mort le 6 octobre 1894 à Berlin.
Son travail le plus remarqué concerne la reproduction des algues, notamment avec la confirmation de la sexualité dans ce groupe de plantes en observant la fertilisation chez l'algue d'eau douce Vaucheria.

## Famille
Son père était un commerçant aisé. Sa fille Margarethe a épousé le chimiste Albert Ladenburg (1842-1911) de Mannheim.[réf. nécessaire]

## Carrière
Il fait ses études aux universités de Breslau, de Leipzig et[réf. nécessaire] de Berlin. Il obtient en 1848 un titre de docteur en philosophie avec une thèse intitulée De forma et incremento stratorum crassiorum in plantarum cellula.[réf. nécessaire] Il enseigne pendant quatre ans, de 1864 à 1868, aux universités d'Iena et de Berlin[réf. nécessaire] mais préfère s'occuper de recherche dans son laboratoire privé à Berlin.
Il se distingue rapidement parmi ceux qui marquent la grande renaissance de la botanique au XIXe siècle. Avec les scientifiques français Gustave Adolphe Thuret (1817-1875) et Jean-Baptiste Édouard Bornet (1828-1911),[réf. nécessaire] Pringsheim fait partie des fondateurs de la phycologie moderne. Il fait des recherches sur le genre Vaucheria (1855), les Oedogoniaceae (en) (1855-1858), les Coleochaete (en) (1860), les genres Hydrodictyon (nl) (1861) et Pandorina (1869). Son dernier mémoire, Beobachtungen uber die Paarung der Zoosporen, revêt une importance considérable avec la conjugaison des zoospores que Pringsheim considère comme une forme primitive de reproduction sexuelle.
Son travail sur la différenciation morphologique des Sphacelariaceae (1873), une famille d’algues marines, traite de l’évolution avec un point de vue plus proche de Karl Wilhelm von Nägeli (1817-1891) que de Darwin (1809-1882). Ses recherches sur les Saprolegniaceae, une famille de champignons algoïdes responsables de maladies chez les poissons, lui valent une certaine notoriété.
Parmi ses travaux sur les végétaux supérieurs, il faut citer son importante monographie sur un curieux genre de fougères marines, Savinia. Sa carrière de morphologiste culmine en 1876 lorsqu’il fait paraître un mémoire sur l’alternance de générations chez des thallophytes et les mousses. À partir de 1874 et jusqu’à la fin de sa vie, Pringsheim se consacre principalement à des questions relatives à la physiologie. Il publie une longue série de mémoires sur l’assimilation du carbone par les végétaux, le point central de sa théorie étant qu’il considérait le pigment de la chlorophylle comme un écran jouant un rôle principalement protecteur pour le protoplasme contre la lumière qui, en stimulant trop activement la respiration, neutraliserait son activité assimilatrice. Mais ce point de vue n’a pas été retenu pour expliquer ce phénomène.
Pringsheim fonde en 1858 la revue Jahrbuch für wissenschaftliche Botanik, qu’il dirige jusqu’à sa mort. Il participe à la fondation en 1882 de la Société botanique allemande. À la fin de sa vie, il joue un rôle politique dans son pays, dans les rangs libéraux.
Une anthologie de ses publications est rassemblée par Gustav Fisher ; elle paraît en 1895 et 1896, en trois volumes numérotés 1, 3 et 4 (voir ci-dessous la section « Publications »).

## Publications

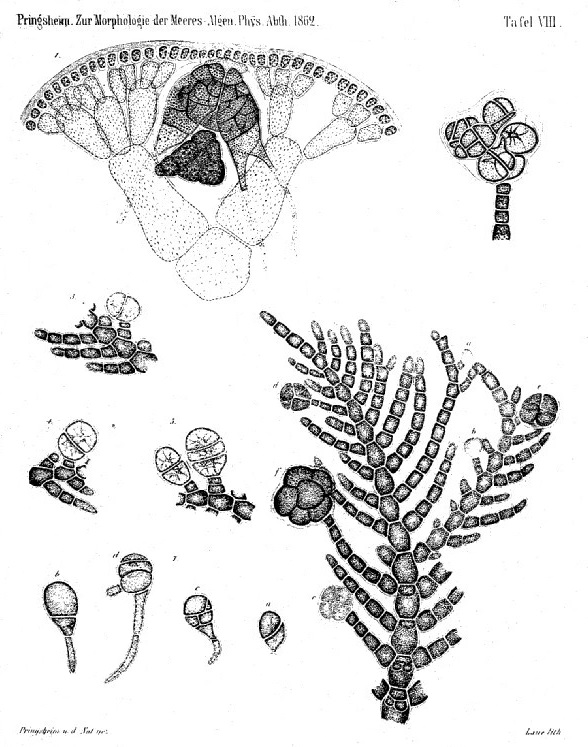
Beiträge zur Morphologie der Meeresalgen, 1862, pl. 8

- [1848] (la) De forma et incremento stratorum crassiorum in plantarum cellula observationes quaedam novae : dissertatio inauguralis phytotomica (thèse de doctorat), Universitate Friderica Guilelma Berolinensi, Typis impressum Gebaueriis, 1848 (OCLC 8600867).
- 1851 : Entwickelungsgeschichte der Achlya Prolifera, publié dans Abhandlungen der Leopoldinisch-Karolinische Akademie der Naturforcher
- 1854 : Grundlinien einer Theoric der Pflanzenzelle, Berlin
- [1855] (de) Befruchtung und Keimung der Algen, und das Wesen des Zeugenaktes (monographie, également publié en série dans Monatsberichten der Berliner Akademie de 1855 à 1857), Berlin, Akademie der Wissenschaften, 1855, 2 pl. + 33, sur gallica (lire en ligne).
- 1858 : début de sa revue Jahrbücher für Wissenschaftliche Botanik
- [1862] (de) Beiträge zur Morphologie der Meeresalgen (monographie), Berlin, Akademie der Wissenschaften, 1863 (année 1862), 8 pl. + 37, sur gallica (lire en ligne).
- Ueber die Embryobildung der Gefäss-Kryptogamen
- 1869 : Ueber Paarung von Schwärmsporen
- 1873 : Weitere Nachträge zur Morphologie und Systematik der Saprolegniaceen
- 1874 : Untersuchungen über das Chlorophyll
- [1895-1896 (posth.)] (de) Gesammelte Abhandlungen [« Articles rassemblés »] (3 vol. numérotés 1, 3 et 4), Iéna, Gustav Fisher, 1895-1896, sur gallica (présentation en ligne), dont :
  - vol. 1, Befruchtung, Vermehrung und Systematik der Algen, 1895, 28 planches + 414 p.
  - vol. 3 : Zellenbau, morphologisches, historisches, 1896, 13 planches + 389 p.
  - vol. 4 : Chlorophyll, assimilation, lichtwirkung, sauerstoffalgabe, osmotische Versuche, 1896, 22 planches + 596 p.

## Hommages
En 1866 le botaniste Stephan Schulzer von Müggenburg (en) publie Pringsheimia Schulzer 1866, un genre de fungi de la famille Saccotheciaceae (ceb), qu'il nomme en l'honneur de Pringsheim. 

En 1920 Franz Xaver Rudolf von Höhnel (en) publie (Ann. Mykol., vol. 18) Pringsheimiella, un genre d'algues vertes de la famille des Ulvellaceae (en).
En 1939, John Nathaniel Couch publie Pringsheimiella, un genre de fungi, et l'espèce Pringsheimiella dioica Couch 1939.